# 数字电路
数字电路（英語：Digital electronics）又称数字集成电路，是由许多相连的逻辑门组成的复杂电路。与模拟电路相比，它主要进行数字信号的处理（即信号以0与1两个状态表示），因此抗干扰能力较强。数字集成电路有各种门电路、触发器以及由它们构成的各种组合逻辑电路和时序逻辑电路。一个数字系统一般由控制部件和运算部件组成，在时脈的驱动下，控制部件控制运算部件完成所要执行的动作。通过類比數位轉換器、數位類比轉換器，数字电路可以和模拟电路互相连接。

## 电路研究
数字电路中研究的主要问题是输出信号的状态（“0”或“1”）和输入信号（“0”或“1”）之间的逻辑关系，即电路的逻辑功能。
数字电路的研究方法是逻辑分析和逻辑设计，所需要的工具是逻辑代数。
（在正逻辑下，“0”是低电平，“1”是高电平，高低电平没有明确的界限）

## 优点
电子设备从以模拟方式处理信息，转到以数字方式处理信息的原因，主要在以下几个方面：
- 稳定性好。数字电路不像模拟电路那样易受噪声的干扰。
- 可靠性高。数字电路中只需分辨出信号的有與无，故电路的元件参数，可以允许有较大的变化（漂移）范围。
- 能长期存储。数字信息可以利用某种媒介，如磁带、磁盘、光盘等进行长时期的存储。
- 便于计算机处理。数字信号的输出除了具有直观、准确的优点外，最主要的还是便于利用电子计算机来进行信息的处理。
- 便于高度集成化。由于数字电路中基本单元电路的结构比较简单，而且又允许元件有较大的分散性，这就使我们不仅可把众多的基本单元做在同一块硅片上，同时又能达到大批量生产所需要的良率。

## 数字电路基本元件

### 组合逻辑电路
组合逻辑电路的输出仅与输入信号有关，与自身状态无关
- 基本逻辑门：与门，或门，非门，以及它们组合成的其他门电路，如或非，与非，异或等。
- 编码器：有若干条输入信号与一套输出信号，要求最多只能有一条输入信号被激活，输出信号反应的是哪一条输入信号被激活了。例如，一个16路的编码器有16条输入（0-15号）与4条输出（作为二进制数解读），如果我们激活了9号输入，输出会是“1001”，即二进制的“9”。
- 解码器：与编码器的工作反过来，输出信号的编号就是输入信号的值，例如，一个16路的解码器有16条输出（0-15号）与4条输入（作为二进制数解读），如果我们输入“1001”，即二进制的“9”，则9号输出会被激活”。
- 多路复用器：
- 加法器，顾名思义，进行二进制加法。

### 时序逻辑电路
时序逻辑电路的输出不仅仅与输入信号有关，还与自身状态有关
- 触发器
- 锁存器